# Resandefolk

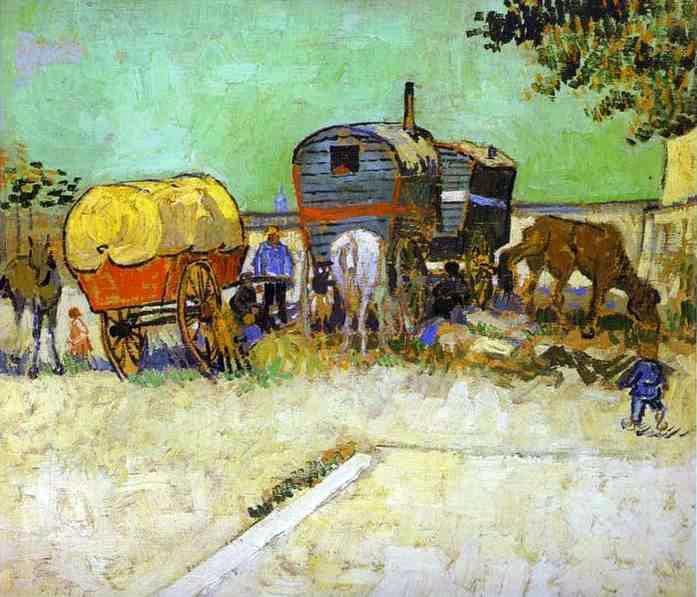
Ett romskt läger, avbildat av Vincent van Gogh.

Ett resandefolk är någon av de etniska eller socioekonomiska grupper som huvudsakligen lever som nomader i Europa, parallellt med det moderna samhället. De är av olika ursprung, och talar i vissa fall egna folkspråk, eller dialekter och sociolekter av europeiska folkspråk. Många av Europas resandefolk tillhör delvis de romska grupperna rent kulturellt och historiskt. Europarådet använder begreppet Roma and Travellers.
Både de resandefolk som åtminstone delvis tillhör de romska grupperna och andra romer såsom vlaxromer (lovara-kalderash etc) har genom historien kallats zigenare eller på 1500-talet och tidigare för egyptier, därav den engelska benämningen gipsy. I Sverige på 1900-talet kallade de svenska kalderash-romerna sig för ”svenska zigenare”. Övriga resande kallade sig andra saker internt medan de i folkmun nedsättande benämndes ”tattare”.

## Svensk romani i skrift Resandefolkets språk
Ordbok över svensk romani av Lenny Lindell. Den svenska romani som beskrivs i denna ordbok har talats av resanderomer i Sverige sedan 1500-talet. Språket har hållits hemligt för utomstående och överlevt mot alla odds. Det är ett rikt och varierat språk men utan officiella regler för stavning och grammatik.
»Ordbok över svensk romani – Resandefolkets språk och sånger« är den mest omfattande dokumentationen av resandefolkets språk i dag på vetenskaplig grund. Ur innehållet: – 1800 uppslagsord på romani, med utförliga exempel – 1600 uppslagsord på svenska – en första grammatisk beskrivning av språket – avsnitt om resandefolkets vistradition – flera visor. Bokens författare Lenny Lindell (f. 1981) och Kenth Thorbjörnsson Djerf (1949–2005) talar själva svensk romani. Fil. dr Gerd Carling är vetenskaplig medarbetare i ordboken.
Scandoromani: Remnants of a Mixed Language är den första, omfattande, internationella beskrivningen av svenska och norska Romanos språk, även märkt resande / resenär. Språket, ett officiellt minoritetsspråk i Sverige och Norge.
Resandefolket, tidigare kallare tattare, är ett skandinaviskt resandefolk som genom historien har talat en dialekt av romani, som är ett romskt språk. De finns i Norge och Sverige. Resandefolket själva anser att de tillhör "den första vandringens folk" till skillnad mot de andra senarekomna romska grupperna (1800- och 1900-tal). Det första omnämnandet av resande i Sverige kommer från Stockholms tänkebok 1512 då en greve Antonius med följe anlände till staden. Andra resandefolk är jeniska resande, och paveefolket från Irland.